# Ubayda ibn al-Harith
ʿUbayda ibn al-Ḥārith (in arabo  عبيدة بن الحارث‎?; ... – 624) è stato il figlio di al-Harith ibn Abd al-Muttalib, cugino paterno di Maometto, di cui fu uno dei Sahaba.
ʿUbayda ibn al-Hārith ibn ʿAbd al-Muttalib, fu il primo musulmano a cadere in battaglia (a Badr). Oltre che di Maometto, era cugino anche di ʿAlī ibn Abī Ṭālib.
Dopo la sua morte, la vedova Zaynab bint Khuzayma divenne la quinta moglie del Profeta.